# آی‌کیو-کوارتر
آی‌کیو-کوارتر (روسی: IQ-квартал) مجموعه‌ای از ۳ ساختمان اداری مسکونی ۲۲ طبقه، ۳۳ طبقه و ۴۲ طبقه مستقر در مرکز بین‌المللی کسب‌وکار مسکو است، که در سال ۲۰۱۶ احداث گردید. 